# Marc Carmona
Marc Carmona (Barcelona, 30 de diciembre de 1964) es un entrenador de fútbol sala que dirigió al FC Barcelona de la LNFS desde la temporada 2004/05 hasta la 2015/16. Exjugador azulgrana de fútbol sala y exseleccionador catalán, previamente había entrado a formar parte de Club como secretario técnico. Con Carmona en el banquillo el conjunto azulgrana consiguió la temporada 2005/06 el ascenso a División de Honor después de haber bajado a la División de Plata en 2003. Inmediatamente el equipo se profesionalizó y durante los años siguientes el equipo se fue consolidando entre los mejores del fútbol sala estatal hasta conseguir bajo su égida un palmarés impresionante: dos UEFA Futsal Cup, tres Ligas, cuatro Copas del Rey, tres Copas de España, una Supercopa de España y seis Copas de Catalunya. 

## Biografía
Es colaborador en el programa de Twitch realizado por Gerard Romero llamado Jijantes, en el cual da su punto de vista acerca de la actualidad del FC Barcelona.

## Trayectoria
Marc Carmona comenzó entrenando al Martorell en el ejercicio 1994/95, allí estuvo cinco temporadas. Después se hizo cargo del Maxon Montcada durante la siguiente temporada (1999/2000) y dio el salto al Marfil Santa Coloma. En el conjunto colomense, que militaba en la División de Honor, ocupó el cargo durante cuatro años, desde la temporada 2000/01 hasta la 03/04. Mientras entrenaba a estos clubs compaginó esta tarea con la de seleccionador catalán absoluto, desde 1991 hasta 2004 justo cuando fichó por el FC Barcelona. A lo largo de toda su impecable trayectoria ha ganado 19 títulos. 
En su palmarés como técnico destacan dos ascensos a la División de Honor conseguidos con el Martorell y el Barça, en las temporadas 96/97 y 05/06, respectivamente. También ha conseguido tres fases finales de la Copa (97/98, 00/01 y 03/04) con el Martorell y el Marfil Santa Coloma y ha clasificado su equipo en 3 ocasiones para los play offs de la liga. Como seleccionador catalán conquistó en dos ocasiones el Campeonato de España de selecciones autonómicas las temporadas 95/96 y 96/97. 
Como jugador de fútbol sala, Marc Carmona, jugó durante nueve temporadas en la División de Honor del fútbol sala con dos equipos, el Cacaolat Castelldefels y el FC Barcelona. En 1984, con 20 años, debutó en la División de Honor con el Castelldefels y con 30 años decidió colgar las botas por dedicarse a entrenar equipos. En su palmarés figura una Recopa de Europa, mientras militaba en el FC Barcelona.
La temporada 2020-2021 ha fichado como Director Técnico por la AEE INS Montserrat.

### Clubes
| Club                             | País   | Año        |
| -------------------------------- | ------ | ---------- |
| Seleccionador catalán            | España | 1991-2004  |
| Martorell                        | España | 1994-1999  |
| Maxon Montcada                   | España | 1999-2000  |
| Marfil Santa Coloma              | España | 2000-2004  |
| FC Barcelona (fútbol sala)       | España | 2004- 2016 |
| AEE INS Montserrat (fútbol sala) | España | 2020-2022  |
| Jijantes FC(Kings League)        | España | 2022- 2023 |